# Ceratoglanis pachynema
Ceratoglanis pachynema е вид лъчеперка от семейство Siluridae. Видът е критично застрашен от изчезване.

## Разпространение и местообитание
Разпространен е в Тайланд.
Обитава сладководни басейни и реки.

## Описание
На дължина достигат до 28 cm.
Популацията на вида е намаляваща.